# Агрон, Евсей Борисович
Евсей Борисович Агрон (25 января 1932, Ленинград, РСФСР, СССР — 4 мая 1985, Бруклин, Нью-Йорк, США) — американский гангстер, криминальный авторитет, известный советский «вор в законе» по прозвищу «Евсей Ленинградский», неофициально считается первым русским боссом организованной преступной группы, известной как «Русская мафия в США».

## Биография
Евсей Агрон родился 25 января 1932 года в Ленинграде в еврейской семье. Имел сестру Анну.
Во время Великой Отечественной войны вместе со своей семьей пережил блокаду. 
Преступную карьеру начал в конце 1940-х годов. О жизни Евсея Агрона в период с начала 1950-х по середину 1970-х существует множество противоречивой информации. В советское время был неоднократно судим за разбойные нападения, хищение чужого имущества и мошенничество. Друг Евсея Агрона Эфраим Севела в 1995 году утверждал, что Евсей Агрон в 1950-х окончил «Ленинградский политехнический институт имени М. И. Калинина» и за время своей криминальной карьеры отбыл в уголовном наказании около 19 лет. Однако эту информацию опровергла сожительница Агрона Майя Розова. Ее свидетельства подтвердил один из близких друзей Агрона, заявив что в действительности Евсей был судим всего около 3 раз. Согласно его свидетельствам, в 1965 году он отсидел свой последний срок, после которого больше не возвращался за решётку. В конце 1960-х — начале 1970-х создал банду, занимавшуюся разбойными нападениями на квартиры высокопоставленных лиц.
В 1975 году в соответствии с поправкой Джексона — Вэника вместе с первой волной советских евреев эмигрировал в США. По версии друга Агрона, перед отъездом Евсей Агрон проиграл в карты одному из своих приятелей 2 000 000 советских рублей, после чего была организована сходка «воров в законе» в Москве, на которой Агрон попросил дать ему отсрочку для выплаты долга, так как не имел при себе такой суммы денег. Согласно утверждению друга Евсея Агрона, на сходке ему была одобрена отсрочка для выплаты долга, однако Вячеслав Иваньков выражал протест против этого и предлагал «раскороновать» Агрона, вследствие чего в дальнейшем у них были неприязненные отношения. После эмиграции, Агрон в октябре 1977 года обосновался в Нью-Йорке, на юге боро Бруклин в районе Брайтон-бич, где в то время образовалась диаспора из советских евреев. В 1977 году Агрон образовал организованную преступную группировку, занимавшуюся вымогательством у предпринимателей, среди членов его банды были такие будущие преступные авторитеты, как Марат Балагула и Борис Найфельд. Такое преступное бандформирование из числа советских эмигрантов стало первым в США. Вскоре Агрон перешёл на торговлю наркотиками. В 1983 году он совместно с некоторыми семьями итальянской мафии начал проводить махинации с ценами на топливном рынке. Организованная преступная группа Агрона стала получать 25 % от махинаций, что было серьёзным признанием потенциальной силы и мощи советских криминальных авторитетов. Несмотря на это, среди представителей бомонда Агрон пользовался популярностью, в 1979 году к его услугам обращался Владимир Высоцкий, пытаясь решить финансовый вопрос с организаторами концерта. Среди его друзей по эмиграции значились Михаил Шуфутинский. и Шабтай Калманович, который был женат на подруге сестры Евсея Агрона, занимался издательством, при его непосредственном участии была открыта вторая русская газета в США.
Евсей Агрон был популярен среди советских эмигрантов. В январе 1982 года, на дне рождения Агрона в одном из ресторанов Нью-Йорка, выступали такие артисты как Борис Сичкин, Анатолий Могилевский, Татьяна Лебединская и Эрнст Зорин.
Евсей Агрон был застрелен 4 мая 1985 года в подъезде своего многоквартирного дома. До этого Агрон уже дважды пережил покушения. Настоящие заказчики и исполнители не были найдены. На месте его убийства присутствовал Борис Найфельд, который на тот момент работал шофёром и его телохранителем.

## Личная жизнь
В советские годы Евсей Агрон был женат, с женой Валентиной он познакомился ещё в ранней молодости в начале 1950-х. После эмиграции Евсей Агрон некоторое время продолжал проживать вместе с Валентиной, но впоследствии расстался, после чего в 1982 году гражданской женой Агрона стала бывшая советская певица Майя Розова (Розенвайс), которая в 1984 году родила ему сына. Сын Агрона, Грегори Агрон впоследствии в составе Армии США принимал участие в Иракской войне, был ранен и награжден медалью «Пурпурное сердце».

## В массовой культуре
История жизни Евсея Агрона частично была отображена в книге американского журналиста Роберта Фридмана «Красная мафия». После смерти Агрона его бывшая гражданская жена Майя Розова опровергла большинство фактов о жизни преступного авторитета, описанных в книге.